# Pride (série de televisão)
Pride (プライド) é uma série de televisão japonesa.

## Sinopse
Haru Satonaka (Takuya Kimura) é o capitão de um time de hockey japonês chamado Blue Scorpions. A série tem início com uma partida na qual o time de Haru sai vitorioso. Após o jogo, os jogadores vão a um bar comemorar a vitória. Os garotos conversam à mesa com o capitão Haru e de lá observam o movimento. No mesmo lugar, sentadas ao balcão, três garotas conversam sobre suas respectivas vidas sentimentais. Os jogadores, que observavam tudo desde o começo, apostam entre si quem conseguirá ser o primeiro a conquistá-las. Haru decide ficar apenas observando e acaba por se interessar por uma das garotas no balcão, a mais reservada de todas. Essa garota é Aki Murase (Yuko Takeuchi), a protagonista com quem formará par romântico durante a série. Haru, então, elabora um plano para se aproximar de Aki e, com a ajuda de seus amigos (sendo espancado em frente à Aki para tentar obter sua atenção), acaba por chamar sua atenção. A partir de então desenvolve-se um relacionamento que começa como sendo um "jogo" (Haru propõe, inicialmente, que ambos tenham uma relação onde cada um supriria as carências do outro, sem um comprometimento real) e, ao longo da série, vai se desenvolvendo e enfrentando alguns contra-tempos e empecílios, como a frieza de Haru em seus relacionamentos e o namorado de Aki, um engenheiro famoso que foi para o Canadá e pediu a ela para que a esperasse, pois um dia ele retornaria. Os personagens secundários (que vão desde os colegas de equipe de Haru às amigas de Aki, passando por conhecidos de ambos e pessoas relacionadas ao passado de cada um dos coadjuvantes) são de essencial importância na aproximação do casal. O desenrolar do relacionamento de Haru e Aki corre paralelo às histórias pessoais de cada um dos coadjuvantes ou dos próprios protagonistas.

## Elenco
- Takuya Kimura (como Haru Satonaka)
- Yuko Takeuchi (como Aki Murase)
- Kenji Sakaguchi (como Yamato Hotta)
- Noriko Nakagoshi (como Yuri Aizawa)
- Ryuta Sato (como Makoto Shimamura)
- Megumi (como Chika Ishikawa)
- Somegoro Ichikawa (como Tomonori Ikegami)
- Saori Takizawa (como Saeko Sonoda)
- Kazuki Namioka (como Naritoshi Nishida)
- Koichi Sato (como Yuichiro Hyodo)
- Saburo Tokito (como Anzai)
- Yuriko Ishida (como Yoko)

## Trilha Sonora
- "I Was Born to Love You"
- "Too Much Love Will Kill You"
- "Bohemian Rhapsody"
- "We Will Rock You"
- "We Are The Champions"
- "Radio Ga-Ga"
- "Let Me Live"

Todas as músicas acima, assim como quase todos os sons populares da série são da banda Queen.

## Ligações Externas
- (em português) Doramaniacs.com
- (em inglês)/(em japonês) Pride at jdorama.com
- (em inglês) Sinopse de Pride
- (em inglês) IMDb entry